# Brigitte Bierlein
Brigitte Bierlein (Vienna, 25 giugno 1949 – Vienna, 3 giugno 2024) è stata una giurista e politica austriaca, Cancelliere federale dell'Austria dal 3 giugno 2019 al 7 gennaio 2020, la prima donna nella storia austriaca a ricoprire tale carica.

## Biografia

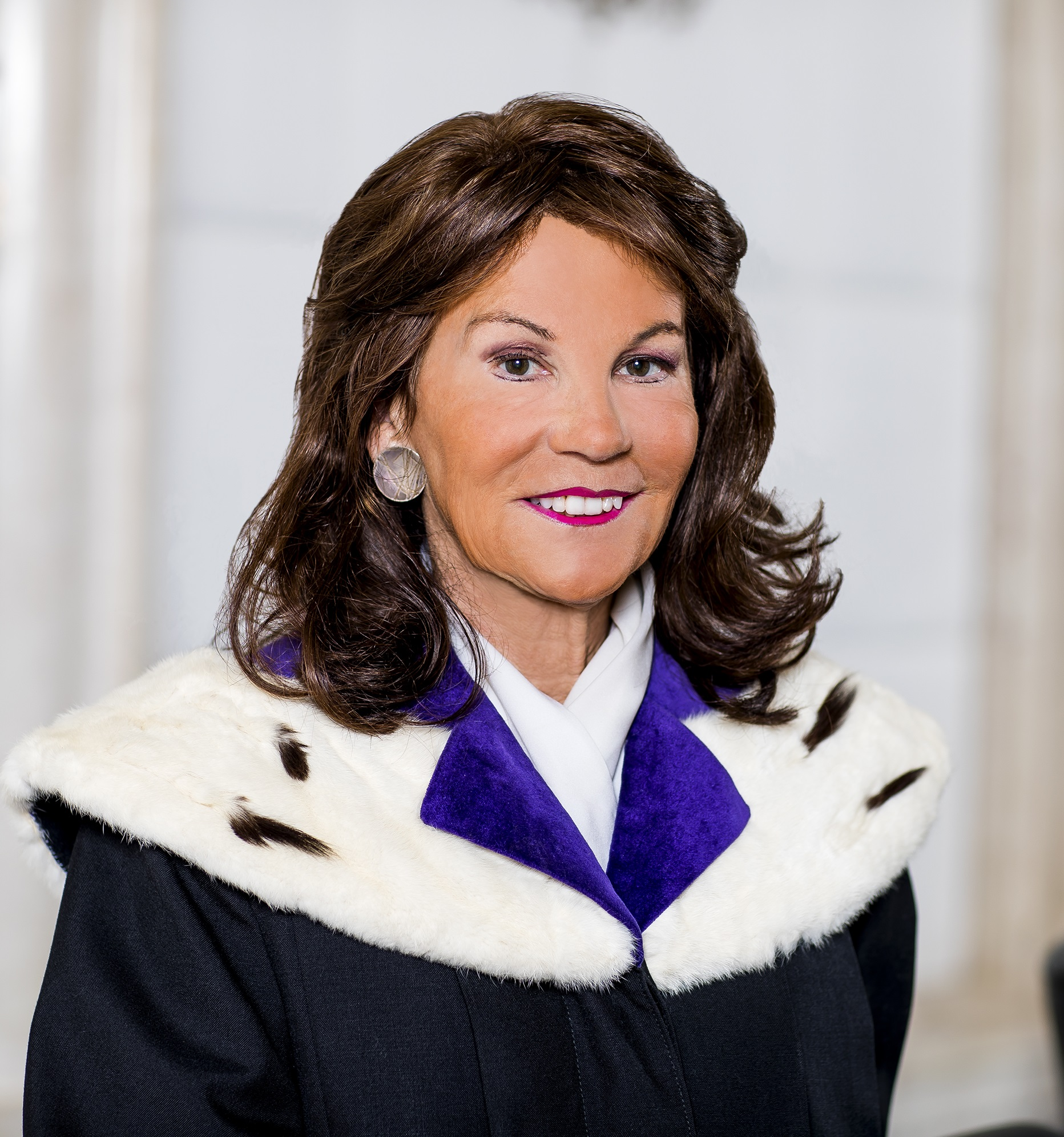
Brigitte Bielein nella veste di Presidente della Corte costituzionale austriaca nel 2018

Brigitte Bierlein, nacque il 25 giugno 1949 a Vienna durante l'occupazione alleata dell'Austria, figlia di un dipendente pubblico e di una casalinga. Studiò al Gymnasium Kundmanngasse, diplomandosi nel 1967.
Inizialmente orientata a studiare arte o architettura all'università di arti applicate, scelse infine di studiare legge, in parte anche su consiglio della madre e in parte per non essere un onere finanziario per i suoi genitori più del necessario.
Iscrittasi all'Università di Vienna, si laureò in giurisprudenza nel 1971.
Fu avvocato generale dell'ufficio del procuratore (il principale procuratore generale del paese) dal 1990 al 2002 e membro del comitato esecutivo dell'Associazione internazionale dei pubblici ministeri dal 2001 al 2003.
Nel 2003, fu nominata vicepresidente della Corte costituzionale austriaca. Dal gennaio 2018 ricoprì il ruolo di presidente della medesima, divenendo la prima donna ad assumere tale carica.

### Cancelliere federale

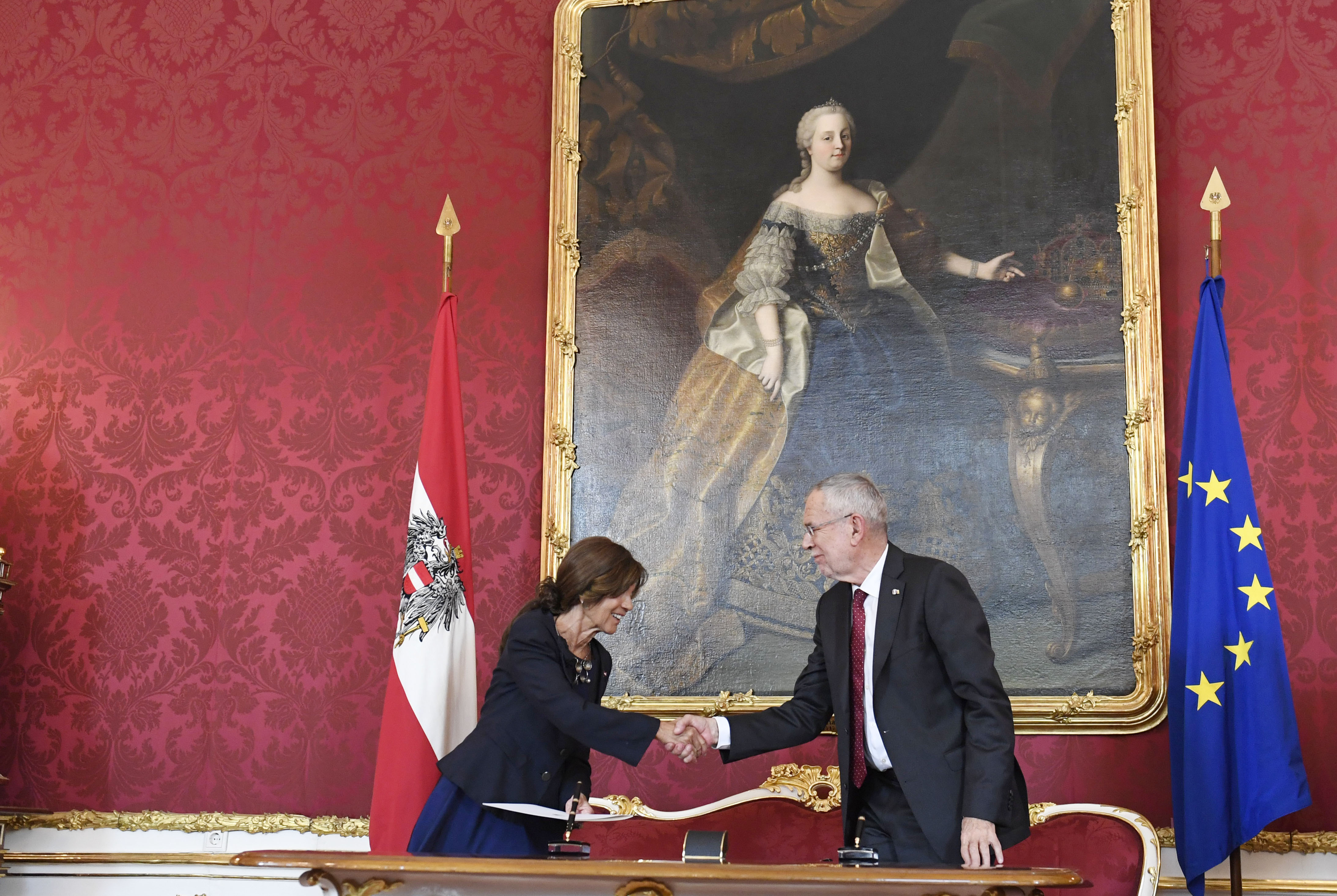
La cancelliera Bierlein col presidente federale Alexander Van der Bellen.

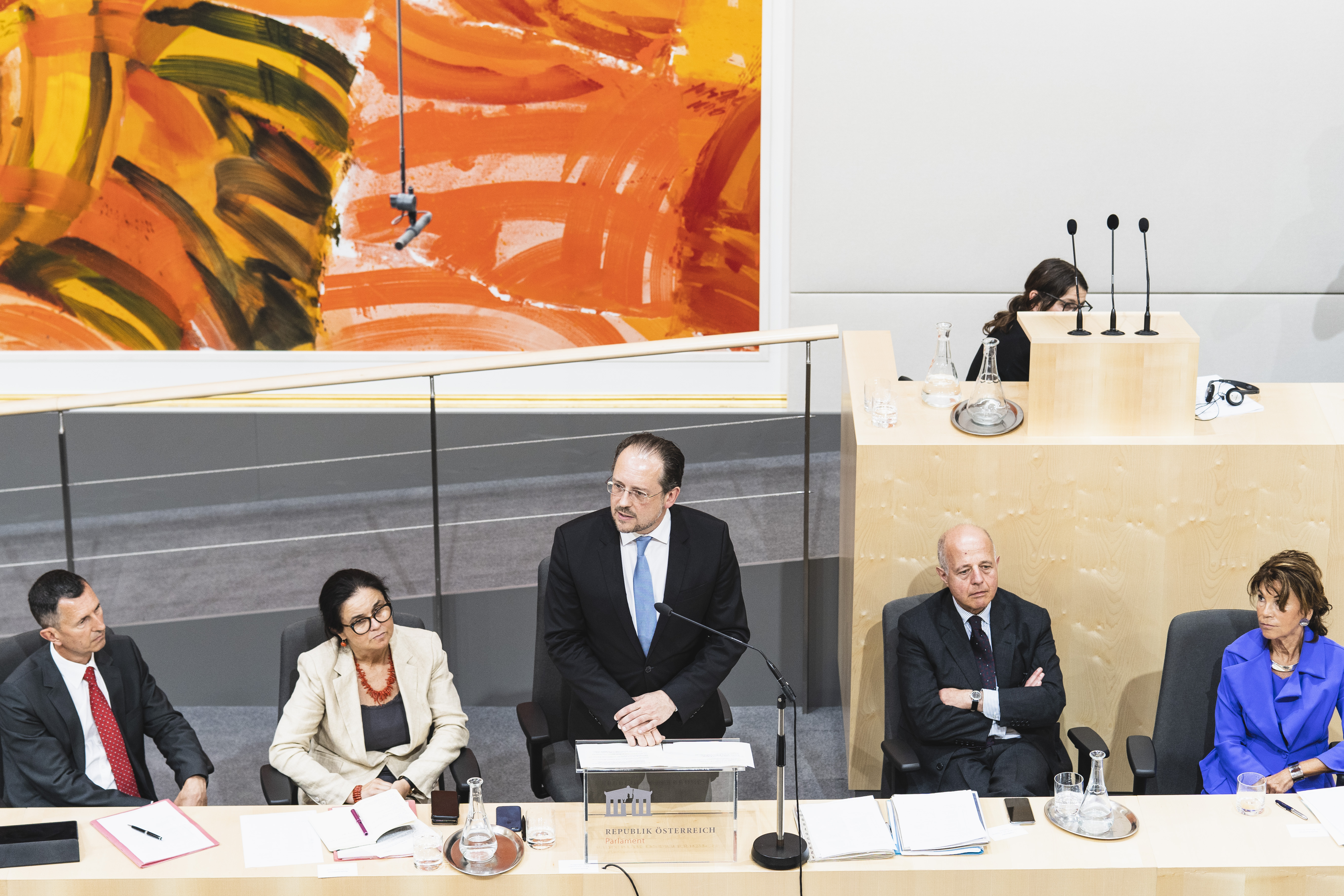
Brigitte Bierlein (ultima a destra) insieme ad alcuni membri della sua squadra di governo: da sinistra Thomas Starlinger (difesa), Brigitte Zarfl (lavoro), Alexander Schallenberg (affari esteri) e Clemens Jabloner (giustizia) - 12 giugno 2019.

Senza affiliazione politica, fu vicina al centrodestra austriaco.
In seguito alla vicenda dello scandalo di Ibiza, il 30 maggio 2019 il presidente austriaco Alexander Van der Bellen la nominò cancelliere, ponendola alla guida di un governo di transizione in carica fino alle elezioni parlamentari dell'autunno. Fu la prima donna cancelliere nella storia dell'Austria.
Propose i nomi di Clemens Jablons, ex presidente della Corte amministrativa suprema, per la carica di vice cancelliere e ministro della giustizia, e quello del diplomatico Alexander Schallenberg come ministro degli affari esteri.
Prestò giuramento il 3 giugno 2019. Lasciò l'incarico il 7 gennaio 2020, a seguito delle elezioni parlamentari anticipate che videro la vittoria dell'ÖVP del suo predecessore Sebastian Kurz.

### Decesso
Morì a Vienna il 3 giugno 2024, in seguito a complicazioni dovute ad una breve, ma grave, malattia, ventuno giorni prima di compiere 75 anni.

## Vita privata
Brigitte Bierlein non si sposò né ebbe figli. Convisse con il giudice in pensione Ernest Maurer fino alla sua morte nel 2021.